# 16 Cygni
16 Cygni ist ein Sternsystem im Sternbild Cygnus. Das System besitzt eine scheinbare Helligkeit von 6,2 mag. Es besteht aus 3 Komponenten: zwei gelben Zwergen (16 Cygni A und 16 Cygni B) sowie einem Roten Zwerg (16 Cygni C). Dies macht dieses System zu einem Dreifachsternensystem.
Dabei umkreisen die Sterne (16 Cygni A) und (16 Cygni C) einander in einem Abstand von 73 AE. Diese beiden Sterne werden wiederum von 16 Cygni B in einem Abstand von 860 AE umkreist.

## Planet
Im Jahre 1996 entdeckte William D. Cochran mit Hilfe der Radialgeschwindigkeitsmethode einen Exoplaneten, der den Stern 16 Cygni B umkreist. Dieser trägt die Bezeichnung 16 Cygni Bb. Aufgrund seiner hohen Masse wird angenommen, dass es sich um einen Gasriesen handelt. Zum Zeitpunkt der Entdeckung war der Planet derjenige mit der größten Exzentrizität, er gehört zur Gruppe der exzentrischen Jupiter.

### Eigenschaften
Der Planet umrundet seinen Zentralstern etwa alle 799,5 Tage in einer Entfernung von etwa 1,68 AE mit einer Exzentrizität von 0,681. Dies ist höher als die Exzentrizität aller Planeten im Sonnensystem. Er hat eine Masse von etwa 534,1 Erdmassen bzw. etwa 1,68 Jupitermassen.